# Benedikt Geygis

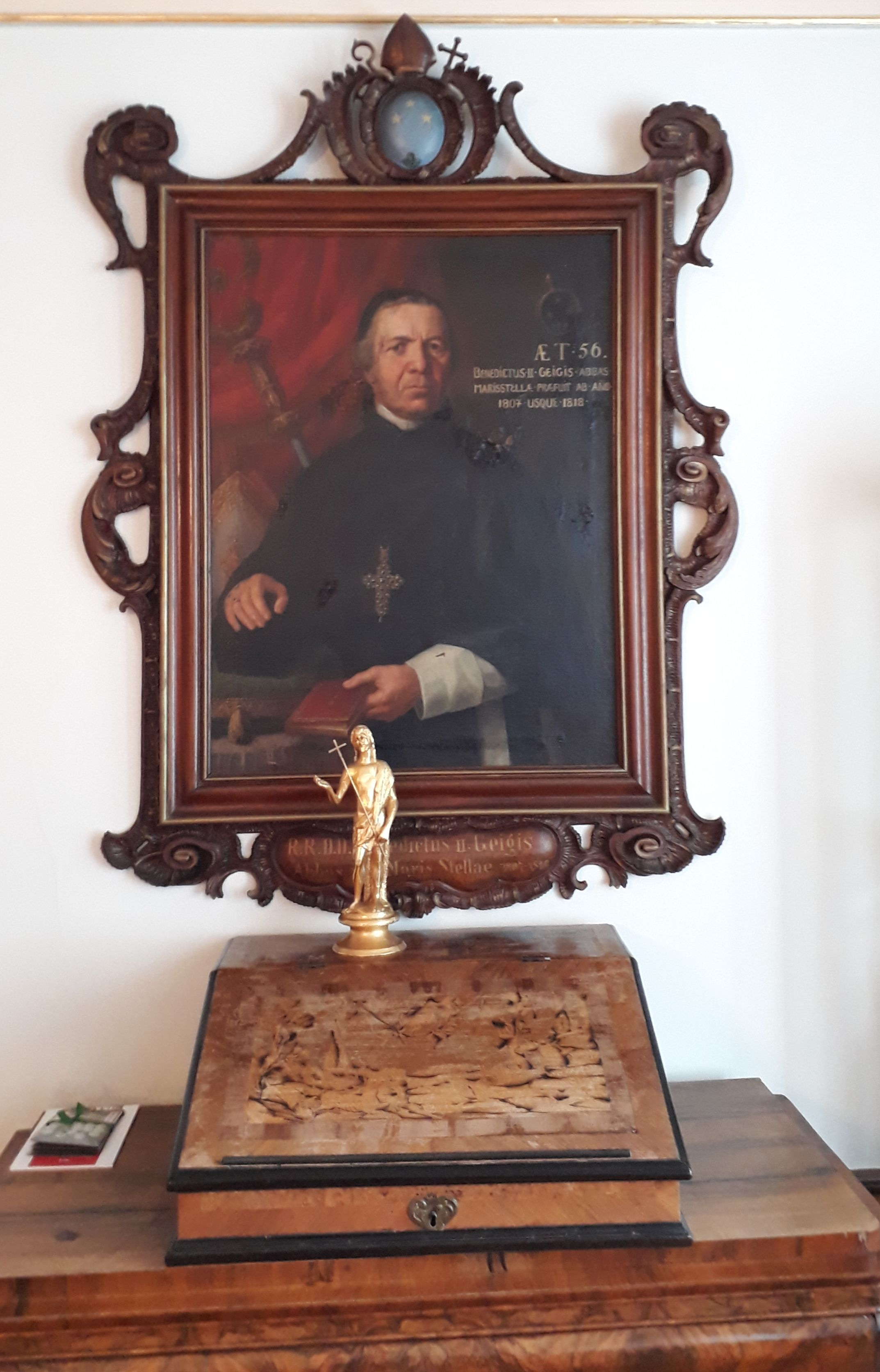
Bild von Benedikt Geygis im Kloster Mehrerau in Bregenz

Benedikt Geygis SOCist (* 2. April 1752 in Bremgarten als Nikolaus Synesius Geygis; † 21. September 1818 in Wettingen) war ein Schweizer Zisterzienser. Er war von 1807 bis zu seinem Tod Abt des Klosters Wettingen.

## Leben
Benedikt Geygis legte 1772 die Ordensgelübde im Kloster Wettingen ab und wurde 1775 Priester. Danach war er von 1779 bis 1785 Bibliothekar und Theologieprofessor am Hausstudium, seit 1798 zugleich Vikar in Spreitenbach. 1785 zum Grosskellner ernannt, gelang es ihm, die in der Zeit der Helvetik geschwächte Klosterökonomie wieder zu verbessern. Am 20. April 1807 wurde er zum Abt gewählt und am 18. Oktober 1807 in Wettingen durch den Nuntius Fabrizio Sceberras Testaferrata benediziert. 
Er starb am 21. September 1818 eines plötzlichen Todes und hinterliess eine handschriftliche Geschichte des Klosters zur Zeit der französischen Invasion, die 1893 in der Cistercienser-Chronik veröffentlicht wurde, ferner ein Tagebuch. 

## Werke
- Geschichte des Gotteshauses Wettingen in der Revolution. In: Cistercienser-Chronik 5, 1893, S. 1–13, 33–51, 65–82.